# Mad in Spain
Mad in Spain fue un programa de televisión emitido semanalmente en Telecinco que trataba, a través de debates, temas de actualidad que generan inquietud, polémica e interés en nuestra sociedad. El formato, presentado por Jordi González y Núria Marín, y producido por La Fábrica de la Tele, se emitió entre el 23 de julio y el 10 de septiembre de 2017 y era similar a Moros y cristianos, emitido en la misma cadena entre 1997 y 2001 y presentado por el mismo González.

## Formato
Emitido en directo desde los estudios de Mediaset en Madrid, y con cuatro horas de duración, cada semana se abordan tres debates, cuyos temas son introducidos por Núria Marín (periodista)Núria Marín. Posteriormente, Jordi González se encarga de moderar dichos enfrentamientos dialécticos, en los que participa una serie de contertulios divididos en dos grandes gradas, en las que se sentarán los contertulios y el público según su postura a favor o en contra de la temática a debatir. Al mismo tiempo, Núria también recoge las opiniones y testimonios de los invitados. El programa fue cancelado el 10 de septiembre de 2017, tras sus malas audiencias.

## Equipo

### Presentadores
- (2017) Jordi González
- (2017) Núria Marín

### Contertulios
- (2017) Santiago Segura (Actor)
- (2017) Carlos Lozano (Presentador)
- (2017) Alonso Caparrós (Presentador)
- (2017) Cristina Tárrega (Periodista)
- (2017) Alejandro Abad (Productor Musical)
- (2017) Francisco González (Cantante)
- (2017) Lucía Etxebarría (Escritora)
- (2017) Terelu Campos (Presentadora)
- (2017) Pilar Rahola (Periodista)
- (2017) Teresa Bueyes (Abogada)
- (2017) Sofia Cristo (DJ)
- (2017) Ana Samboal (Periodista)
- (2017) Israel García-Juez (Periodista)
- (2017) Cristina Fallarás (Escritora)
- (2017) Cristina López Schlichting (Periodista)
- (2017) Marta Flich (Economista)
- (2017) Salvador Sostres (Periodista)

### Invitados
- (2017) Diego Matamoros (Programa 1)
- (2017) Sonia Cervantes (Programa 1)
- (2017) Aarón Guerrero (Programa 4)
- (2017) Victoria Vera (Programa 6)
- (2017) Juan Carlos Monedero (Programa 7)
- (2017) Melani Olivares (Programa 8)
- (2017) Aramís Fuster (Programa 8)

## Temporadas
| Temporada | Temporada | Episodios | Estreno             | Final                    | Audiencia media | Audiencia media | Audiencia media |
| Temporada | Temporada | Episodios | Estreno             | Final                    | Espectadores    | Cuota           |                 |
| --------- | --------- | --------- | ------------------- | ------------------------ | --------------- | --------------- | --------------- |
|           | 1         | 8         | 23 de julio de 2017 | 10 de septiembre de 2017 | 921 000         | 9,2%            |                 |

### Temporada 1 (2017)
| N.º | Fecha de emisión         | Espectadores | Cuota |
| --- | ------------------------ | ------------ | ----- |
| 01  | 23 de julio de 2017      | 1 113 000    | 10,3% |
| 02  | 30 de julio de 2017      | 1 047 000    | 10,1% |
| 03  | 6 de agosto de 2017      | 905 000      | 9,4%  |
| 04  | 13 de agosto de 2017     | 631 000      | 10,5% |
| 05  | 20 de agosto de 2017     | 1 045 000    | 10,5% |
| 06  | 27 de agosto de 2017     | 808 000      | 7,5%  |
| 07  | 3 de septiembre de 2017  | 943 000      | 8,3%  |
| 08  | 10 de septiembre de 2017 | 883 000      | 7,5%  |

## Audiencia media
Estas han sido las audiencias medias del programa Mad in Spain:
| Edición                    | Programas | Fecha                                          | Cadena    | Espectadores | Share |
| -------------------------- | --------- | ---------------------------------------------- | --------- | ------------ | ----- |
| Mad in Spain 1.ª temporada | 8         | 23 de julio de 2017 - 10 de septiembre de 2017 | Telecinco | 921 000      | 9,2%  |